# Сенча
Сенча́ — село в Україні, центр Сенчанської сільської громади Миргородського району Полтавської області. За статистичними даними за 2001 рік населення становить 3037 осіб. 

## Географія
Село Сенча знаходиться по обидва береги річки Сула. Вище за течією на відстані 2,5 км розташовано село Христанівка, нижче за течією на відстані 2 км розташовано село Лучка. Річка в цьому місці звивиста, утворює лимани, стариці та заболочені озера.

## Історія

### Давня історія
989 рік — вважається датою заснування поселення.
Згадується у Никонівському літописі під 1123 роком як містечко Синелиць(Синець).
За 2 км на південний схід від Сенчі, на острові (Самсонів острів), утвореному руслом річки Сула і її старицею, округле (діаметр 50 м) городище. Поселення розташоване в західній частині острова і обнесене кільцевим валом (висота 2 м) і ровом (ширина 8 м). Зі східного боку зберігся в'їзд. З півночі і північносходу до городища примикає відкрите село, що займає лісову поляну протяжністю 300 м. Пам'ятник неодноразово досліджувався археологами. Найбільші розкопки проведені А. Песковой. Культурний шар (до 1 м) містить відкладення сірок. I тис. н. е. і староруського (XII—XIII ст.) часів. Швидше за все, саме тут знаходився староруський Синець, згаданий в Списку руських (українських) міст наприкінці XIV століття.

### Козацький період
Сформувалася як військовий та адміністративний підрозділ наприкінці 1648 року у складі Лубенського полку. Після його ліквідації за Зборівською угодою у жовтні 1649 року включена до Миргородського полку і була його адміністративною одиницею до жовтня 1658 року, коли реформою Івана Виговського повернута у склад Лубенського полку. Відтак була під юрисдикцією останнього у 1658—1782 роках. Протягом 1764—1782 років складалася з двох сотень. Ліквідована царським указом про запровадження намісництв на Лівобережній Україні. Територія сотні увійшла до Лубенського повіту Київського намісництва. Сотенним центром стало містечко Сенча
З кінця XVII століття і до початку XX століття село було відоме своїми великими ярмарками.

### Період Російської імперії
Село було центром Сенчанської волості Лохвицького повіту.
Земська трикомплектна школа за проектом О. Сластіона

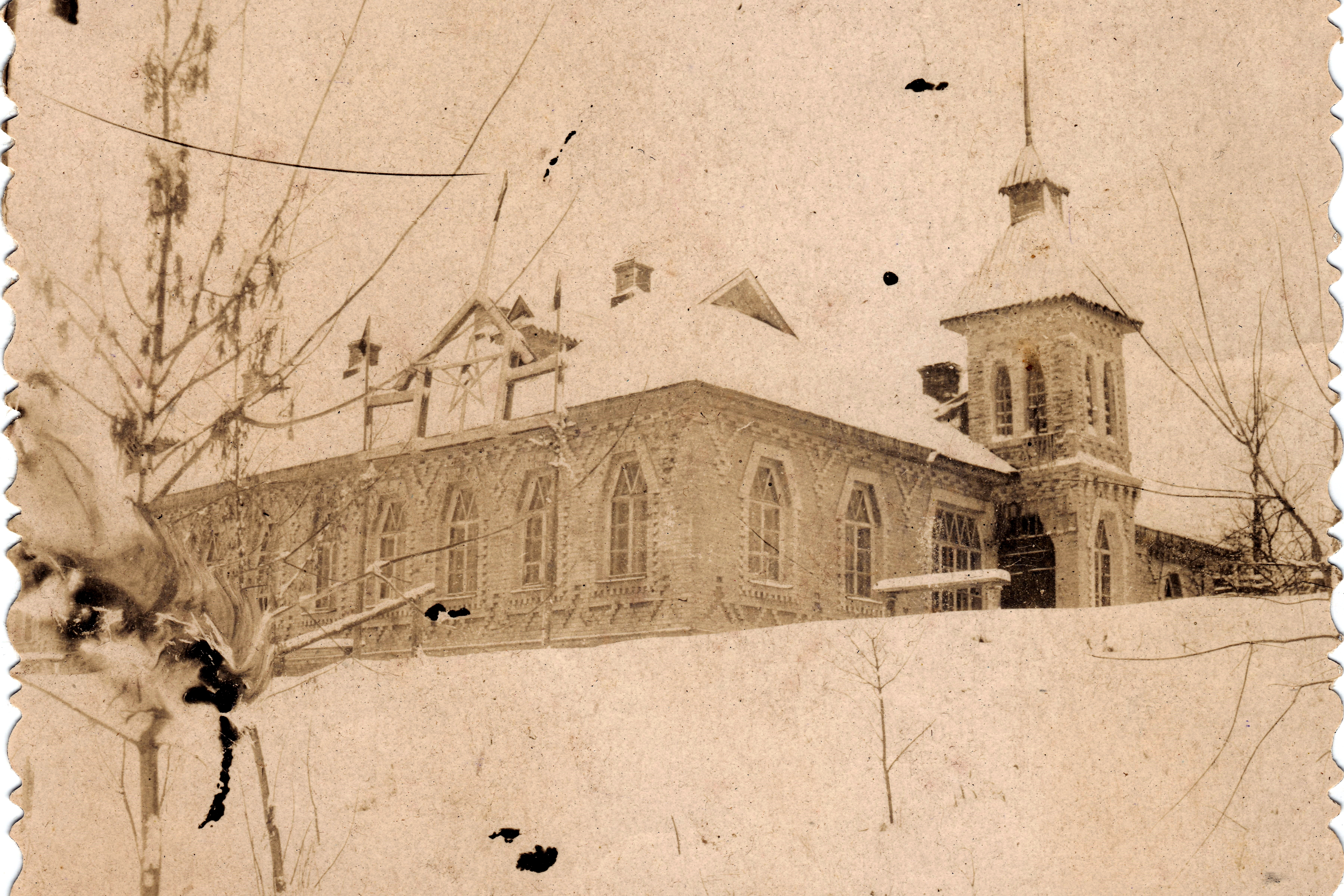

### Радянський період

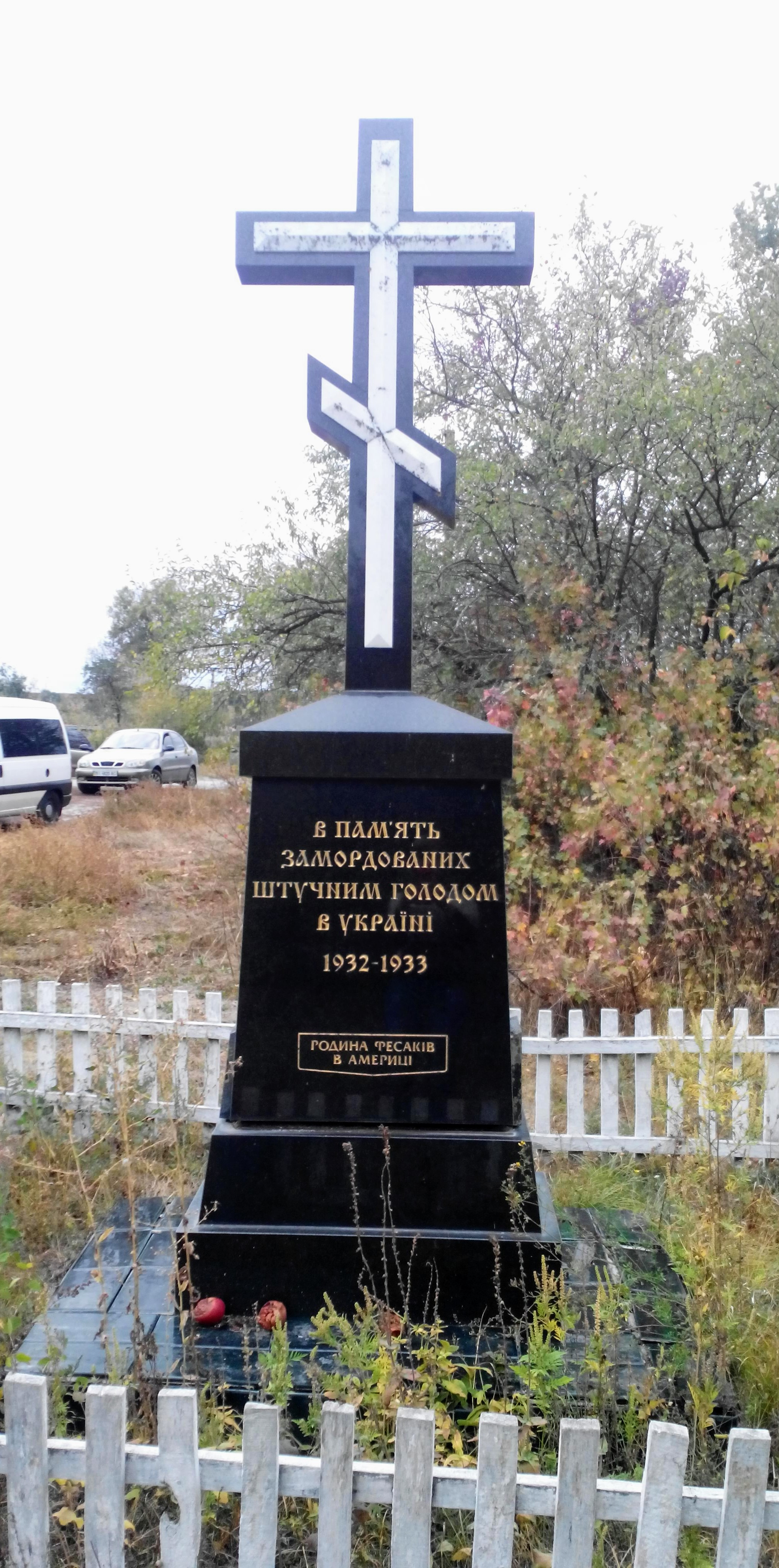
Пам'ятний знак жертвам Голодомору. Сенча, колишнє с. Засулля

У 1923—1931 та 1935—1962 роках Сенча була центром Сенчанського району. Район сформований у складі Лубенської округи Полтавської губернії. З 1935 року — у складі Харківської області, з 1937 року у складі Полтавської області.

### Населення
Під час організованого радянською владою Голодомору 1932—1933 років відомо щонайменше 281 померлого мешканця села з 532 офіційно померлих того року. Порівняння ж результатів переписів 1927 і 1939 років зі статистичною щорічною звітністю викриває приховування ще смерті 1114 осіб:
| Перепис 1926 року            |            |         |         | 3322      |
| ---------------------------- | ---------- | ------- | ------- | --------- |
| Роки                         | Народилося | Померло | Приріст | Мало бути |
| 1927                         | 140        | 70      | 70      | 3392      |
| 1928                         | 128        | 70      | 58      | 3450      |
| 1929                         | 140        | 70      | 70      | 3520      |
| 1930                         | 152        | 71      | 81      | 3601      |
| 1931                         | 133        | 65      | 68      | 3669      |
| 1932                         | 95         | 82      | 11      | 3680      |
| 1933                         | 50         | 532     | -482    | 3198      |
| 1934                         | 48         | 42      | 6       | 3204      |
| 1935                         | 97         | 23      | 74      | 3278      |
| 1936                         | 104        | 41      | 63      | 3341      |
| 1937                         | 132        | 41      | 91      | 3432      |
| 1938                         | 123        | 62      | 71      | 3503      |
| Перепис 1939 року            |            |         |         | 2555      |
| Різниця до початку 1932 року |            |         |         | -1114     |

#### Мова
Розподіл населення за рідною мовою за даними перепису 2001 року:
| Мова            | Кількість | Відсоток |
| --------------- | --------- | -------- |
| українська      | 2946      | 97.00%   |
| російська       | 81        | 2.66%    |
| вірменська      | 6         | 0.20%    |
| білоруська      | 2         | 0.07%    |
| інші/не вказали | 2         | 0.07%    |
| Усього          | 3037      | 100%     |

## Економіка
Село відоме своїми родовищами газу, зокрема тут знаходиться «Сенчанський газопереробний завод». В межах Сенчанської сільської ради знаходиться 98 свердловин із 114 у Лохвицькому районі. Газодобувна промисловість стала причиною екологічного лиха в Сенчі і околиці.
Також на території села побудований завод з виробництва цегли.
ТОВ «Сенча» має в обробітку 3 тис. га землі. Займається рослинництвом (озима пшениця, соняшник, кукурудза, соя, гречка, просо та інші, тваринництвом, утримує 5 тис. голів птиці: курей-несучок, індиків, гусей. Має елеватор, комбікормовий завод, молочний цех, хлібопекарню.

## Об'єкти соціальної сфери
- Сенчанська сільська рада
- Дитячий садок.
- Школа.
- Музична школа.
- Клуб.
- Фельдшерсько-акушерський пункт.

## Спорт
Село Сенча відоме в Лохвицькому районі та області своїми спортивними досягненнями в спортивному орієнтуванні (спортивний туризм), волейболі та футболі, зокрема 2011 року був створений аматорський футбольний клуб «Сенча», котрий змагається в районній лізі даного виду спорту.

## Цікаві факти
Герб села Сенчі містить в собі символи трьох головних світових релігій: Хрест (в центрі) — символ Християнства, Півмісяць (ліворуч внизу) — символ Ісламу, та Зірка Давида (праворуч внизу) — символ юдаїзму.

## Відомі люди
- Гармаш Олександр Андрійович[9] — український радянський науковець у галузі технології будівельного виробництва (обґрунтував теорію будівельного виробництва, теорію ліквідації сезонності у будівництві).
- Піроцький Федір Аполлонович — український інженер, винахідник першого у світі трамваю на електричній тязі.
- Томашевський Євген Павлович (10.12.1896 - ?) - служив сотником в Окремій старшинській сотні 2-ї Волинської стрілецької дивізії армії УНР, перебував у таборі для інтернованих в Польщі. У 1931 році закінчив Українську господарську академію в Подєбрадиах з титулом інженера.
- Гук Лідія Ларіонівна — лікар, еколог, громадська діячка, одна з когорти репресованих шістдесятників.